# Ivone Kirkpatrick

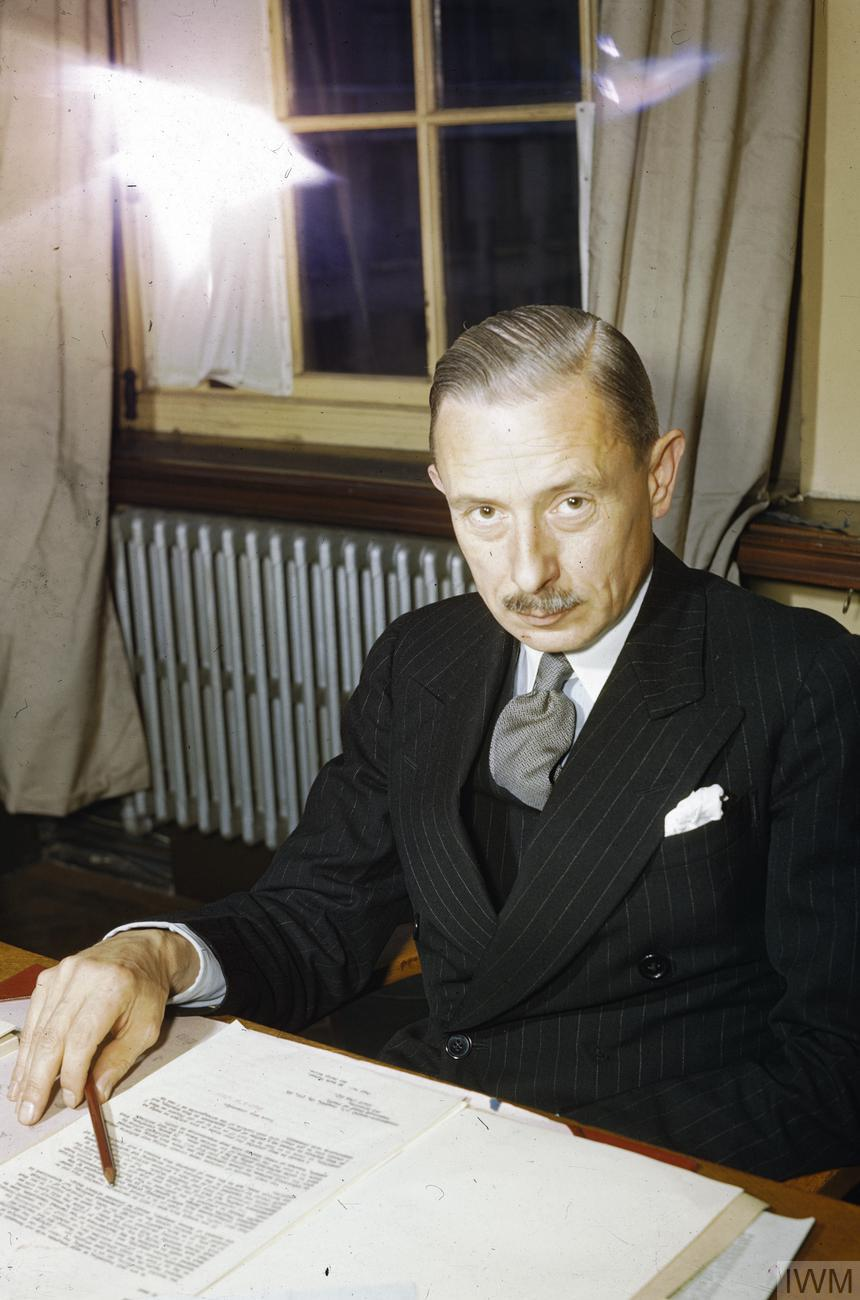
Sir Ivone Augustine Kirkpatrick (1944)

Sir Ivone Augustine Kirkpatrick KCB, KCMG (* 3. Februar 1897 in Wellington, Britisch-Indien; † 25. Mai 1964 in Celbridge, Irland) war ein britischer Diplomat.

## Leben
Nach dem Schulabschluss war Kirkpatrick Soldat im Ersten Weltkrieg. Er wechselte nach Kriegsende in den diplomatischen Dienst, wo er unter anderem bei den Botschaften in Rom, im Vatikan und in Berlin eingesetzt war. Vom 13. bis 15. Mai 1941 vernahm er in London Rudolf Heß, der kurz zuvor über Schottland mit dem Fallschirm abgesprungen war, um auf eigene Faust einen Frieden zwischen Großbritannien und dem nationalsozialistischen Deutschland zu vermitteln.
Ab 1945 bekleidete er zunächst verschiedene Positionen im Foreign and Commonwealth Office, bevor er 1950 als Nachfolger von Brian Robertson die Funktion des britischen Hohen Kommissars in der Bundesrepublik Deutschland übernahm. 1953 kehrte er ins Außenministerium zurück, wo er in der Sueskrise eine harte Haltung gegenüber Ägypten forderte. Er war dort Staatssekretär, als der erste Botschafter des nach Inkrafttretens der Pariser Verträge souveränen Deutschland, Hans-Heinrich Herwarth von Bittenfeld, seinen Dienst antrat. 1957 trat er in den Ruhestand.